# John James (Footballspieler)
John Wilbur James, Jr. (* 21. Januar 1949 in Panama City, Florida) ist ein ehemaliger US-amerikanischer American-Football-Spieler auf der Position des Punters. Er spielte unter anderem 10 Jahre für die Atlanta Falcons in der National Football League (NFL).

## Frühe Jahre
James ging auf die High School in Gainesville, Florida. Später ging er auf die University of Florida, wo er 1971 in seinem letzten Jahr 57 Punts mit einer Durchschnittsweite von 40,3 Yards erzielte.

## NFL

### Atlanta Falcons
James spielte von 1972 bis 1981 bei den Atlanta Falcons, wo er immer noch der Franchise-Rekordhalter für die meisten Punts ist (873 für 35.633 Yards). 1975, 1976 und 1977 wurde er für den Pro Bowl nominiert.

### Detroit Lions
1982 wechselte er zu den Detroit Lions, wo er allerdings nur zwei Spiele absolvierte.

### Houston Oilers
Noch während der Saison 1982 wechselte er zu den Houston Oilers, wo er 1984 seine Karriere beendete.

## Privates
James ist Vater von vier Kindern.